# Triturando
Triturando foi um programa de variedades derivado do Fofocalizando, produzido e exibido pelo SBT. O programa estreou em 8 de maio de 2020. O Fofocalizando passou por várias mudanças, trocas de comentaristas, apresentadores e o desfalque do colunista e jornalista Leo Dias, além da baixa audiência que o vespertino vinha marcando e mais a pandemia de COVID-19, que impossibilitou a emissora de investir, gravar programas e contar com a presença de alguns comentaristas no estúdio, como foi o caso de Leão Lobo, por ser do grupo de risco. Silvio Santos então resolveu deixar apenas o Triturando no ar, contratando a jornalista Ana Paula Renault para integrar o programa como comentarista, prometendo a volta do Fofocalizando logo após a pandemia. O painel de colunistas "tritura" famosos por suas atitudes através de um robô denominado Fofobyte.
Devido à baixa audiência contínua, o quadro deixou de ser exibido em formato de programa no dia 19 de junho de 2020, sendo substituído pela volta do seu antigo molde Fofocalizando e ficou apenas com reprises nas madrugadas. Porém, no dia 22 de junho de 2020, o Triturando foi mantido. Em 22 de julho do mesmo ano, Sílvio Santos anunciou a sua extinção devido à baixa audiência e a dispensa de toda sua equipe, exceto Chris Flores, que foi remanejada para o Notícias Impressionantes, seu sucessor. Mas, devido à repercussão negativa nas redes sociais, após a exibição do Notícias Impressionantes, foi anunciado o seu cancelamento e com isso, a volta do Triturando. O programa passou a ser exibido apenas aos sábados a partir de 6 de fevereiro de 2021 com a volta do Fofocalizando, sendo definitivamente extinto no dia 20 do mesmo mês. Em 30 de abril, é anunciado seu retorno a programação diária, mas apenas para as emissoras sem programação local, com a mesma equipe do Fofocalizando, exceto Gabriel Cartolano pelo fato de estar no comando do Vem Pra Cá. Mas só teve apenas uma única edição exibida no dia 3 de maio, sendo cancelado depois devido aos baixos índices de audiência e por pressão do público.

## Produção
No dia 7 de maio de 2020, após a exibição do Fofocalizando ao vivo, a equipe foi comunicada que o programa foi cancelado sem aviso prévio sob ordem do próprio Silvio Santos, que estava descontente com a produção. O motivo foi a baixa audiência registrada pelo programa, que não saía do terceiro lugar e ficava atrás do Hora da Venenosa, da RecordTV, e da Sessão da Tarde, da Rede Globo, além de alguns dias também em quarto lugar atrás do Melhor da Tarde com Catia Fonseca, da Band, ou do A Tarde É Sua, da RedeTV!. Desde que retornou de férias em março, Silvio já havia feito pelo menos uma mudança semanal no Fofocalizando para tentar melhorar seu desempenho, entre troca de apresentadores e extinção de quadros. Por fim, ficou decidido transformar o quadro Triturando, em que os apresentadores detonavam os artistas, em um programa independente, mantendo Chris Flores, Gabriel Cartolano, Lívia Andrade e Mara Maravilha no comando.

### Mudanças na equipe
Após a exibição do programa em 14 de maio de 2020, Silvio Santos afastou Lívia Andrade e Mara Maravilha da apresentação, trocando-as por Flor Fernandez e pela participante da décima sexta edição do Big Brother Brasil, Ana Paula Renault. 

### Cancelamento e retorno
Em 19 de junho, logo após a exibição, foi anunciado que a direção da emissora havia cancelado o programa devido aos baixos índices de audiência e a crítica do público, sendo que a partir de 22 de junho voltaria ao ar o Fofocalizando. No entanto, em 22 de junho, horas antes da exibição, Silvio interveio na ordem da direção, mandando cancelar o retorno do Fofocalizando e continuar com o Triturando.
Em 22 de julho, sem aviso prévio, Silvio anunciou o fim definitivo do programa e a dispensa de toda a sua equipe, menos Chris Flores, que foi remanejada para o seu sucessor, o Notícias Impressionantes. Após a exibição deste programa, Silvio anunciou o retorno do Triturando para o dia seguinte e consequentemente toda a sua equipe de volta.

### Substituição temporária de Chris Flores
No dia 24 de novembro de 2020, a assessoria do SBT anunciou que a apresentadora Chris Flores testou positivo para a COVID-19, ficando temporariamente afastada do programa. Durante sua recuperação, o programa foi apresentado por Gabriel Cartolano, com rodízio entre os comentaristas.

## Formato
O programa consiste em acompanhar o cotidiano de celebridades, no qual os apresentadores "trituram" – ou seja, condenam – suas atitudes e ações ou não, fazendo comentários ácidos e desbocados sobre eles. Quando discordam, os apresentadores debatem seus pontos de vistas e defendem por que estão triturando ou salvando as celebridades. Além disso, também discutem músicas atuais e antigas.

## Quadros
- Tritura ou Não Tritura?
- Imagens Impressionantes
- Triturando Piadas
- Rádio Triturando
- Bomba do Dia

## Exibição

### Programação diária
Triturando estreou às 15h17 de 8 de maio de 2020, iniciando no mesmo horário de seu antecessor Fofocalizando. Porém, por decisão de última hora, o programa, que estaria previsto para encerrar às 16h30, foi esticado em uma hora a mais, terminando às 17h30, fazendo com que o Casos de Família, com exibição fixa nesta faixa, fosse cancelado. Em 15 de maio, o programa trocou de horário com a atração apresentada por Christina Rocha, passando a iniciar às 16h15. Em 18 de maio, voltou a ser exibido às 15h15 a pedido da apresentadora do Casos de Família, após ficar insatisfeita com o novo horário. Em 28 de maio, mudou mais uma vez de horário, agora começando às 16h. Em 5 de junho, voltou a ser exibido às 15h15. Em 10 de junho, mais uma vez retornou às 16h, mudando de novo no dia seguinte para às 15h15. O programa foi exibido pela última vez na grade diária no dia 5 de fevereiro de 2021, tendo seu espaço ocupado pelo Fofocalizando. Em 3 de maio, o programa volta a grade diária do SBT, mas agora sendo exibido de 12h30 ás 13h50 para as praças sem programação local, sendo cancelado no mesmo dia por rejeição do público. O espaço do programa foi ocupado pelas séries exibidas dentro do Bom Dia & Cia.

### Exibição aos sábados
Em 24 de outubro de 2020, voltou a ter exibição aos sábados com um resumo da semana às 18h50. Já no dia 14 de novembro de 2020, com o fim do Programa da Maisa e a antecipação do Programa Raul Gil, passou a começar ás 17h45, encerrando às 19h20 para as praças que possuem programação local e 19h45 para as demais emissoras. Com o fim da exibição diária, o programa passou a ser fixado aos sábados a partir de 6 de fevereiro de 2021. Foi exibido pela última vez em 20 de fevereiro de 2021, sendo substituído pelas séries As Aventuras de Rin Tin Tin e Lassie.

### Reprises
O programa teve uma reprise dos melhores momentos no dia 23 de maio de 2020, às 19h45, substituindo o SBT Brasil. Antes, era especulado que a reprise substituísse o WWE Raw, que passaria para às 0h.
Em 6 de junho, ganhou mais um dia de exibição, com reprises aos sábados às 0h15, fazendo com que o WWE Raw fosse ser exibido às 2h15. Essa reapresentação foi ao ar até o dia 25 de julho, sendo substituída pelas reprises do Notícias Impressionantes.
Também ganhou reprise aos domingos a partir de 14 de junho, às 10h, tirando uma parte do tempo do Chaves, que teve apenas meia hora, às 9h30. Porém, foi cancelado no domingo seguinte devido aos baixos índices de audiência, culminando na volta do seriado infantil ao horário normal. Voltou a ter reprises aos domingos em 19 de julho de 2020 às 10h, ficando até 26 de julho, sendo substituída também pelo Notícias Impressionantes, desta vez com novos episódios.
Teve reprises nas madrugadas de segunda a sexta às 2h10 de 18 de junho de 2020 a 5 de fevereiro de 2021, substituindo a reapresentação do Roda a Roda Jequiti, a reprise do SBT Brasil e o WWE Raw, sendo mudado depois para às 2h30. Essa reprise foi substituída pela representação do Fofocalizando após o seu retorno a grade diária.

## Equipe

### Apresentadores
- Chris Flores
- Gabriel Cartolano (24 de novembro -  7 de dezembro de 2020)

### Comentaristas

#### Atuais
- Flor Fernandez
- Ana Paula Renault

#### Antigos
- Gabriel Cartolano
- Lívia Andrade (8–14 de maio)
- Mara Maravilha (8–14 de maio)

### Repórteres
- Gabriele Cabrini
- Mônica Apor
- Roberta Miguel

## Repercussão

### Audiência
Em sua estreia, o Triturando teve média geral de 4.5 pontos, ocupando o terceiro lugar no horário atrás da RecordTV e da Rede Globo, chegando a ficar durante parte da exibição em quarta colocação atrás da Band. No dia 14 de maio, o programa atingiu 3.9 pontos de audiência, chegando a 2.5 em alguns momentos, ficando em quarto lugar. A reprise exibida em 23 de maio, substituindo o SBT Brasil, teve apenas 2 pontos, fechando em quarto lugar. Em 28 de julho de 2020, marcou sua pior audiência desde a estreia com apenas 2.9 pontos, sendo superada até mesmo pela TV Cultura em alguns minutos, ficando em sexto lugar com apenas 1.6. Em 21 de agosto de 2020, bateu seu primeiro recorde desde a estreia com 5.1 pontos. Apesar de ter perdido no confronto contra a novela Escrava Mãe, no embate contra a novela Os Mutantes: Caminhos do Coração, o programa assumiu a vice-liderança isolada. Em 2 de setembro de 2020, o programa pela primeira vez desde a estreia assumiu a vice-liderança isolada em toda a sua exibição com 5.2 pontos, contra 4.7 pontos da RecordTV, que exibia as novelas da tarde. Em 22 de setembro de 2020, registrou a sua maior audiência desde a estreia com 6.1 pontos. Em 9 de outubro de 2020, voltou a bater recorde com 6.3 pontos, vencendo novamente as novelas vespertinas da RecordTV. Em 18 de novembro de 2020, bateu mais um recorde, com 6.4 pontos, chegando a picos de 7, assumindo novamente a vice-liderança isolada. Com o fim da reprise de A Escrava Isaura na RecordTV, o programa viu seus índices aumentarem gradativamente, chegando a assumir a vice-liderança em vários momentos.
Na sua reestreia e única exibição em 3 de maio de 2021, o programa registrou 3 pontos, ficando em quarto lugar isolado contra 3.3 da Band que exibia o esportivo Os Donos da Bola.

### Controvérsias
Desde sua estreia, o programa é alvo constante de críticas pelo público e especialistas em televisão, principalmente pelos debates exibidos diariamente abordando pautas absurdas. A atração já chegou inclusive a exibir um quadro de piadas do humorista Ary Toledo, mostrando um desconforto nos apresentadores, principalmente Ana Paula Renault e Gabriel Cartolano, quando a apresentadora Chris Flores leu uma piada do livro envolvendo o Alzheimer. Outra crítica negativa é a exibição de músicas antigas no quadro Triturando Músicas, fazendo com que o público compare o programa com a fictícia "Rádio Cometa", citada por Silvio Santos em seu programa dominical. O programa inclusive chegou até a ser comparado com o quadro O Grande Debate, exibido nos programas CNN Novo Dia e Expresso CNN, ambos exibidos na CNN Brasil, também alvo de críticas negativas por conta de diversos embates entre os participantes.
As constantes mudanças de horário da atração na grade diária e a escalação de reprises aos finais de semana resultaram em vários protestos de telespectadores, principalmente durante a reprise de sábado, dia 23 de maio de 2020, quando substituiu o SBT Brasil, sob alegação de censura, já que coincidiu com a divulgação do polêmico vídeo da reunião ministerial de 22 de abril do Governo Jair Bolsonaro, o que foi negado por Silvio Santos. Já a reprise aos domingos na faixa das 10h também teve protestos, principalmente dos fãs do seriado Chaves, por conta do longo tempo da atração nas manhãs de domingo do SBT, resultado na redução do tempo da série que era de 1h30min para apenas 30min.

## Prêmios e indicações
| Ano  | Prêmio                    | Categoria               | Indicação    | Resultado |
| ---- | ------------------------- | ----------------------- | ------------ | --------- |
| 2020 | Melhores do Ano NaTelinha | Melhor Apresentadora    | Chris Flores | Venceu    |
| 2020 | Melhores do Ano NaTelinha | Melhor Programa Semanal | Triturando   | Indicado  |